# Třída Émeraude (1937)
Třída Émeraude byla třída minonosných ponorek francouzského námořnictva. Z celkem čtyř objednaných jednotek této třídy byla rozestavěna jedna a kvůli vypuknutí druhé světové války nebyla dokončena žádná.

## Pozadí vzniku
Celkem byly objednány čtyři jednotky této třídy, která byla zvětšeným a vylepšeným derivátem třídy Saphir. První byla objednána v rámci programu pro rok 1937 a zbývající tři v programu pro rok 1938. Do jejich stavby se zapojily dvě loděnice. Prototyp rozestavěla loděnice Arsenal de Toulon v Toulonu, ale v době pádu Francie byl zničen. Ostatní tři měla postavit loděnice Schneider v Chalon-sur-Saône. Jejich stavba byla zrušena ještě před založenímn kýlu.
Jednotky třídy Émeraude:
| Jméno                | Loděnice          | Založení kýlu | Spuštěn | Vstup do služby | Osud                                    |
| -------------------- | ----------------- | ------------- | ------- | --------------- | --------------------------------------- |
| Émeraude (Q197)      | Arsenal de Toulon | 1938          | –       | –               | Dne 23. června 1940 zničena v loděnici. |
| L`Agate (Q208)       | Schneider         | –             | –       | –               | Stavba zrušena.                         |
| Le Corail (Q209)     | Schneider         | –             | –       | –               | Stavba zrušena.                         |
| L`Escarbouche (Q210) | Schneider         | –             | –       | –               | Stavba zrušena.                         |

## Konstrukce
Čtyři 550mm torpédomety byly příďové uvnitř tlakového trupu. Zásoba torpéd byla pouze čtyři kusy. Hlavňovou výzbroj tvořil jeden 100mm kanón a dva 13,2mm kulomety. Dále ponorka nesla čtyřicet námořních min. Pohonný systém tvořily dva diesely Schneider o výkonu 2000 bhp a dva elektromotory o výkonu 1270 bhp, pohánějící dva lodní šrouby. Nejvyšší rychlost měla dosahovat 15 uzlů na hladině a devět uzlů pod hladinou. Plánovaný dosah byl 5600 námořních mil při rychlosti dvanáct uzlů na hladině a devadesát námořních mil při rychlosti čtyři uzly pod hladinou. Operační hloubka ponoru byla 100 metrů.